# 김종만 (축구 선수)
김종만(한국 한자: 姜慶默, 1959년 6월 30일 ~ )은 대한민국의 전 축구 선수이며, 포지션은 미드필더였다.